# تونل کوهرنگ

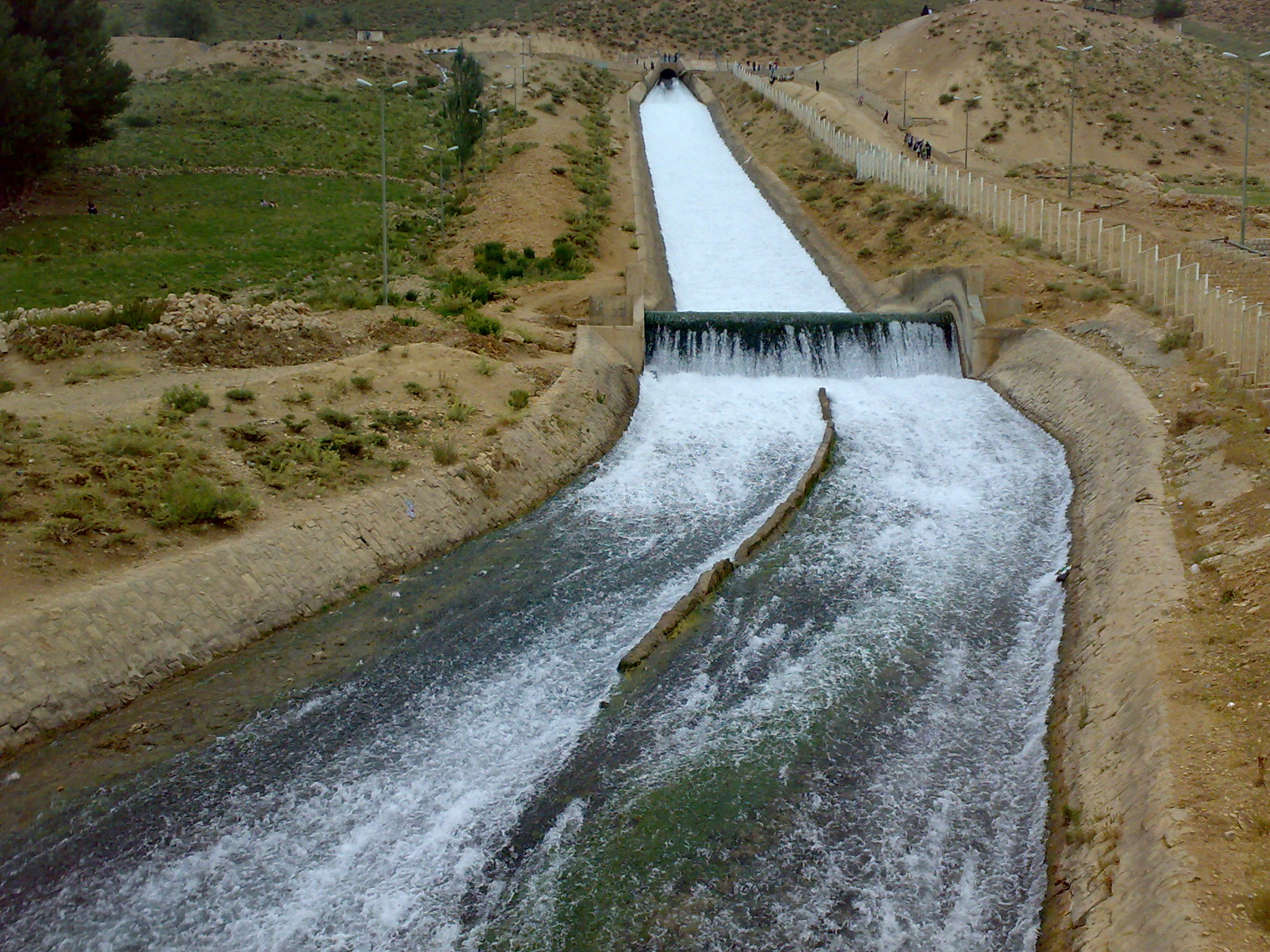
آبشار کوهرنگ. اصلی‌ترین سرچشمه زاینده رود.

تونل کوهرنگ، یک تونل است که برای انتقال آب رود کوهرنگ از سد کوهرنگ به رودخانه زاینده‌رود ساخته شده‌است. این تونل در شهرستان کوهرنگ از توابع استان چهارمحال و بختیاری قرار دارد و از جاذبه‌های گردشگری مهم منطقه محسوب می‌گردد. 
این تونل در سال ۱۳۳۲ برای انتقال آب به اصفهان بهره‌برداری شد و در سال ۱۳۶۴ تونل دوم به بهره‌برداری رسید. همچنین در سال ۱۳۷۷ عملیات ساخت سومین تونل کوهرنگ آغاز شد که تاکنون ادامه دارد.
تونل کوهرنگ یکی از جاذبه‌های مصنوعی در منطقه کوهرنگ است که به همراه دیگر جاذبه‌هایی همچون چشمه کوهرنگ، چشمه دیمه، پیست اسکی چلگرد، دست لاله‌های واژگون کوهرنگ، غار یخی چما، آبشار نیاکان، آبشار شیخ علیخان و روستای پلکانی سرآقاسید (ماسوله زاگرس) هر ساله گردشگران بسیاری را خصوصاً در ماه اردیبهشت به خود جلب می‌نماید.

## پیشینه
نخستین بار شاه عباس صفوی  در سال ۱۰۲۹ه‍.ق میرجهانگیرخان بختیاری(۱۰۳۷–۹۷۴ه‍.ق) که حاکم بختیاری بود، را مأمور الحاق آب کارون به زاینده رود نمود و دراین خصوص کوه کارکنان نیز تا حدودی شکافته شد و پایه‌های سدی که بررودخانه کوهرنگ احداث گردید نیز موجود است ولی با مرگ شاه عباس، این طرح ناتمام ماند.
رود کوهرنگ یکی از سرچشمه‌های کارون است. در سال ۹۹۶ هجری قمری، شاه عباس مأموریت انتقال رود کوهرنگ به زاینده‌رود را به «میرجهانگیرخان بختیاری» سپرد. قرار بود که با حفر «کوه کارکنان» این کار انجام شود ولی بخاطر مرگ شاه عباس اول، ناتمام ماند.
تونل کوهرنگ ۱: نخستین بررسی‌ها برای انتقال آب رودخانه بیرگان به حوضه زاینده‌رود به سال‌های پس از جنگ دوم جهانی بازمی‌گردد. در نتیجه این بررسی‌ها طراحی و اجرای بند انحرافی و تونل اول کوهرنگ به وسیله مهندسان مشاور الکساندر گیپ واگذار گردید و از این سیستم در سال ۱۳۳۷ خورشیدی بهره‌برداری شد. این سیستم شامل بند و یک تونل ۲۹۰۰ متری به‌طور میانگین سالانه حدود ۳۰۰ میلیون متر مکعب آب را به حوضه زاینده‌رود منتقل می‌کند.
تونل کوهرنگ ۲: طراحی و اجرای سد انحرافی و تونل دوم کوهرنگ به وسیلهٔ «مهندسان مشاور سوگرا» انجام‌گرفت و از این سیستم در سال ۱۳۶۴ خورشیدی بهره‌برداری شد. از سال ۱۳۶۶ خورشیدی با پایان یافتن ساختمان سد و تونل ماربران و انتقال ۱۱۵ میلیون متر مکعب آب چشمه‌های ماربران و کلنچین به پشت این سد، سد و تونل دوم کوهرنگ سالانه به‌طور میانگین حدود ۲۵۵ میلیون متر مکعب آب را به مخزن سد زاینده‌رود انتقال می‌دهند.
تونل کوهرنگ ۳: طراحی و ساخت سد و تونل سوم کوهرنگ به وسیلهٔ مهندسان مشاور «زایندآب» و «تهران برکلی» در سال‌های دهه ۶۰ بررسی شد. گزارش این بررسی‌ها و نقشه‌های طرح مقدماتی سد، سازه‌های وابسته و تونل انتقال آب در سال ۱۳۶۷ خورشیدی منتشر شد. در سال ۱۳۷۰ اسناد مناقصه تونل سوم کوهرنگ تهیه و پس از برگزاری مناقصه بین‌المللی و سپس مناقصه داخلی نهایتاً شرکت ساختمانی «تابلیه» برنده مناقصه می‌شود و کار را با نظارت شرکت «زایندآب» شروع می‌کند. در سال ۱۳۷۷ خورشیدی سازمان آب منطقه‌ای اصفهان، مطالعات تکمیلی فاز یک سد را به شرکت مهندسی مشاور مهاب قدس و همچنین مطالعات تکمیلی مرحله دوم تونل انتقال آب کوهرنگ ۳ را به مشارکت مهاب قدس- زایندآب واگذار کرد. تونل سوم کوهرنگ به منظور انتقال ۲۵۵ میلیون متر مکعب آب در سال، به حوضه آبریز زاینده‌رود، طراحی و عملیات اجرایی آن آغاز شد.
علی‌رغم مخالفت‌های زیاد زیست‌محیطی و اجتماعی برای ساخت این سد، این طرح در سال ۱۳۹۱ مورد ارزیابی زیست‌محیطی سازمان محیط زیست قرار گرفت و توانست با بیش از ۲۰ شرط مجوز دریافت کند. در سال ۹۵ در نامه‌نگاری بین محیط زیست استان و دادستانی عمومی و انقلاب شهرستان کوهرنگ و اداره کل محیط زیست چهارمحال و بختیاری دربارهٔ سد و تونل کوهرنگ۳، غیرقانونی بودن این پروژه و ضرورت توقف آن روشن شد.
به زعم کارشناسان در این پروژه قواعدی که مانع از تخریب محیط زیست شود رعایت نشده‌است و علاوه بر آن به حقوق قانونی و شرعی توجه نشده‌است. به این ترتیب مجوز این طرح در سال ۹۳ باطل شد و در سال ۹۶ درخواست منع توقیف عملیات اجرایی سد کوهرنگ از سوی سازمان محیط زیست به قوه قضاییه اعلام و مجوز آن تمدید شد. به این ترتیب طی این سال‌ها اعتراضات زیست‌محیطی و مردمی از عملیاتی شدن آن جلوگیری کرده‌است.

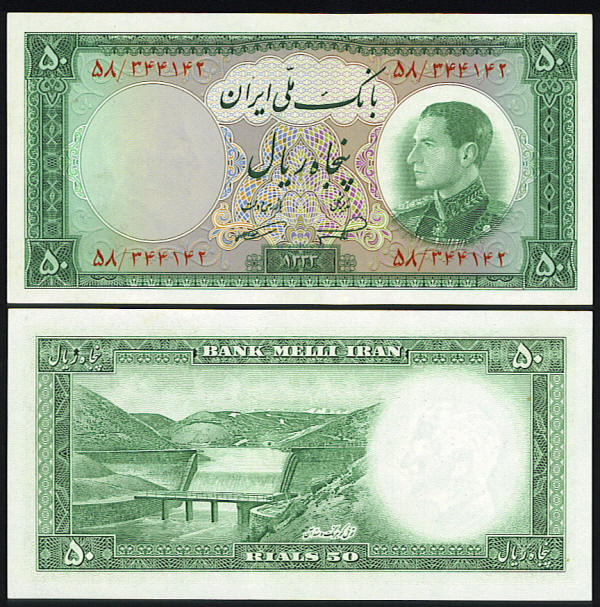
پنجاه ریالی - پشت اسکناس عنوان: تونل کوهرنگ و سد کوهرنگ